# كاني سيف (بلة كة)
کاني سیف (بالفارسية: کانی سیف) هي منطقة سكنية تقع في إيران في كردستان. يقدر عدد سكانها بـ 55 نسمة .